# Товариство української молоді в Австрії
Товариство української молоді в Австрії (ТУМА) (нім.: Gesellschaft ukrainischer Jugend in Österreich (GUJÖ)) — громадська організація української молоді та студентів з України, які навчаються та працюють на території Австрії з центром у Відні. ТУМА є неполітичною та неконфесійною організацією.

## Історія
Організацію засновано 24 грудня 2010 молодими вихідцями з України, які навчались та працювали у Відні. Мета створення організації — об'єднання молодих українців навколо спільної ідеї підтримки та допомоги молодим новоприбулим в інтеграції в австрійському суспільстві. Першим заходом товариства була організація українського вертепу з відвідинами українських сімей. Перший генеральний з'їзд був проведений 27 березня 2011 року, який обрав Миколу Габорія головою організації та затвердив стратегію розвитку на майбутнє.

## Керівні органи
Основним керівним органом ТУМА є генеральні збори, які засідають раз на рік.
У час між генеральними зборами управління ТУМА переберає на себе керівництво організацією.

## Завдання
Товариство української молоді в Австрії має наступні завдання:
•Об'єднання української молоді та студентів в Австрії;
•
Представлення української молоді та студентів в Австрії;
•
Підтримка молодих людей з України в інтеграції в австрійське суспільство;

•Допомога в подоланні студентського життя;

•Поширення інфомації про Україну в австрійське суспільство.

## Види діяльності
ТУМА реалізує свої завдання через наступні види діяльності:
•Проведення наукових та культурних заходів;
•
Інформаційні заходи для подолання студентських буднів;
•
Організація та проведення міжкультурних заходів та дискусійних вечорів;
•
Організація засідань, виставок, доповідей та семінарів із соціальних, економічних, наукових та культурних питань;
•
Видавництво періодичної та непепріодичної літератури.

## Членство
Товариство української молоді в Австрії має наступні види членства: звичайне, почесне, благодійне та друзі організації. Звичайні члени організації можуть бути молоді українці Австрії, які не досягнули віку сорока років. Вони беруть активну участь у житті та управлінні організації. Почесні члени обираються переважною більшістю на генеральних зборах за клопотанням не менше як 10% звичайних членів організації. Благодійні члени організації можуть бути як фізичні так і юридичні особи, які бажають підтримати цілі та завдання товариства, але не можуть брати участь в управлінні. До друзів організації належать колишні члени товариства, які досягнули віку 40 років.

## Діяльність та проєкти
Першим заходом товариства була організація українського вертепу з відвідинами українських сімей у січні 2010 року. Відтоді члени товариства кожного року вітають українців Австрії з різдвяними святами та дарують коляду кожній родині, яка запрошує вертеп до себе додому. У березні 2010 року члени товариства за участю дітей української парафіяльної школи Відня та Олега Саврана (співак Віденської опери) провели театралізований Шевченківський вечір, у якому показали життя Тараса Григоровича Шевченка та поставили театральну виставу "Наймичка" за однойменним твором Кобзаря. Це театралізоване дійство зібрало багато українців Відня та дало натхення членам товариства на наступні театральні постановки. Наприкінці 2010 року члени ТУМА зібрали повну залу глядачів на виставу “Ніч перед Різдвом”. Дуже вдала постановка надихнула  виставу за межами Відня і вже в грудні 2011 року товариство відвідало Мюнхен та Карлові Вари з цим театралізованим дійством. Важливим заходом було проведення днів українського кіно у Відні. Протягом двох семестрів (2010/2011 року) були презентовані фільми української класики та твори сучасних митців. Ці заходи проводились при підтримці факультету славістики, а зокрема професора Вольдана. Разом з іншими українськими організаціями в Австрії товариство проводило дійства приурочені Дню Незалежності України, пам'яті жертв Голодомору та українським різдвяним святам. У час революції Гідности ТУМА організовувала акції на підтримку Євромайдану, а також підтримували інші організації у проведенні мітингів у Відні. Товариство спільно з громадською організацією "Демократична Україна" збирали кошти в Австрії на лікування потерпілих майданівців у різних куточках України. Члени ТУМА організовують клуби з удосконалення німецької та англійської мови, а також проводять семінари з професійної самопідготовки. Товариство Української молоді в Австрії залюбки організовує вільний час для українців Відня, проводить екскурсії та вечірки.
1. Офіційна вебсторінка
2.Група у фейсбуці
3.Наша сторінка в інстаграмі
4.Наша сторінка у твітері